# أشلي خان
أشلي خان (بالإنجليزية: Ashley Kahn)‏ هو صحفي ومؤلف أمريكي، ولد في 1960.

## وصلات خارجية
- أشلي خان على موقع ميوزك برينز (الإنجليزية)